# Centris neffi
Centris neffi är en biart som beskrevs av Jesus Santiago Moure 2000. Centris neffi ingår i släktet Centris och familjen långtungebin. Inga underarter finns listade.